# Giuliano Bugiardini
Giuliano Bugiardini (Firenze, 29 gennaio 1476 – Firenze, 17 febbraio 1555) è stato un pittore italiano.
Fu ammesso alla celebre Accademia dei Giardini Medicei di San Marco a Firenze, dove divenne amico e seguace di Michelangelo, come narra il Vasari nel capitolo della seconda edizione delle Vite che dedica alla Vita di Giuliano Bugiardini, pittore fiorentino Archiviato il 14 aprile 2013 in Internet Archive..
Allievo di Domenico Ghirlandaio prima e di Piero di Cosimo poi, lavorò a lungo con Mariotto Albertinelli e con Fra Bartolomeo, nell'ambito del classicismo derivato da Raffaello. In opere successive si accostò piuttosto alla vigorosa plasticità di Michelangelo, del quale fu aiutante nella volta della Cappella Sistina. Il maestro lo fornì in seguito di disegni.

## Opere
Tra le sue opere: 

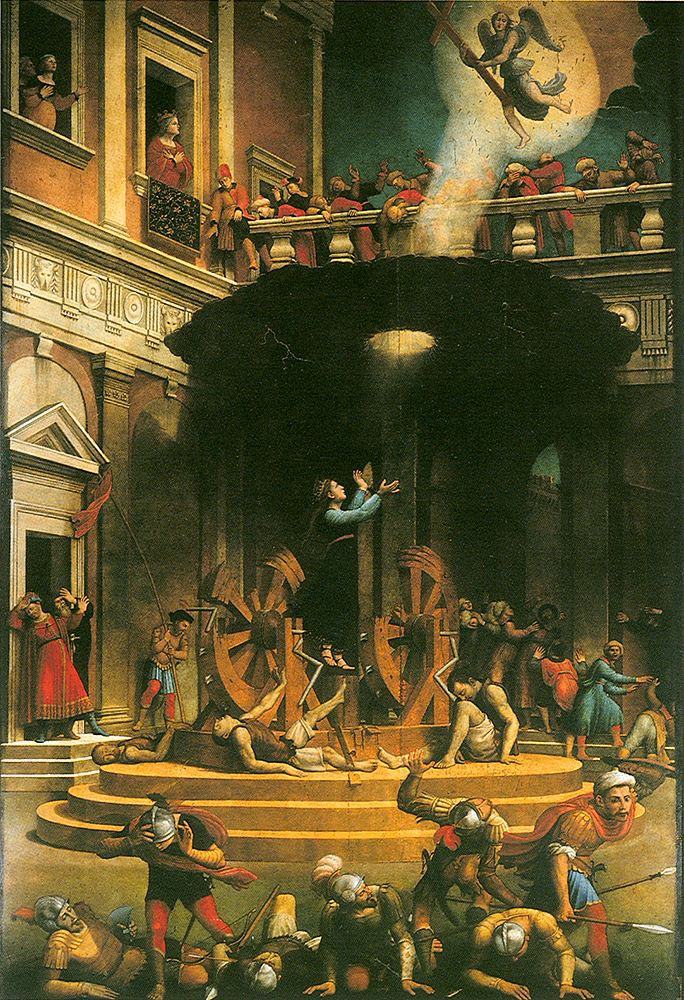
Martirio di Santa Caterina d'Alessandria, Firenze, Santa Maria Novella (1530-1540)

- Madonna con Bambino e san Giovannino (Galleria Sabauda di Torino)
- Madonna della Palma (1520) (Uffizi Firenze),
- Martirio di Santa Caterina (Santa Maria Novella, Firenze)
- numerosi ritratti e Madonne della Collezione Liechtenstein di Vienna e dell'Ermitage di San Pietroburgo.
- Ritratto femminile detto anche la Monaca, agli Uffizi, fu già attribuito a Leonardo da Vinci, e come tale fu acquistato nel 1819 da Ferdinando III di Toscana, Granduca di Toscana. È attribuito al Bugiardini ma non univocamente: alcuni fanno i nomi anche di Mariotto Albertinelli o Ridolfo del Ghirlandaio[2].
- Ritratto femminile ovvero Ritratto di giovane donna conservato al Museo Calouste Gulbenkian di Lisbona, databile al 1520 circa e talvolta attribuito a Giulio Romano, offre testimonianza del retaggio raffaellesco riproducendo il modulo compositivo usato dall'Urbinate nella Velata. Il quadro del Bugiardini riproduce lo schema del ritratto della manica e riprende la particolare posa della mano sul petto del modello raffaellesco, da cui si contraddistingue, oltre che per la resa cromatica e per l'assenza di attributi nobiliari, per la presenza del laccio d'amore annodato al collo della giovane[3][4].
- Leda con Elena e Polluce e la pendant Leda con Catore e Clitennestra (entrambe 76x164) probabilmente facente parti di spalliere poste nei saloni di qualche palazzo signorile. Il primo è conservato nella collezione Treccani degli Alfieri a Milano, mentre il secondo che raffigura Leda con i due gemelli nati dall'unione con Tyndaro è conservato a Milano presso la sede della Banca Popolare Commercio e industria.  La piccola Clitennestra è raffigurata a fianco della madre mentre Castore si sta avvicinando tenendo per il collo un cigno, a indicare le sue grandi qualità di lottatore.[5]

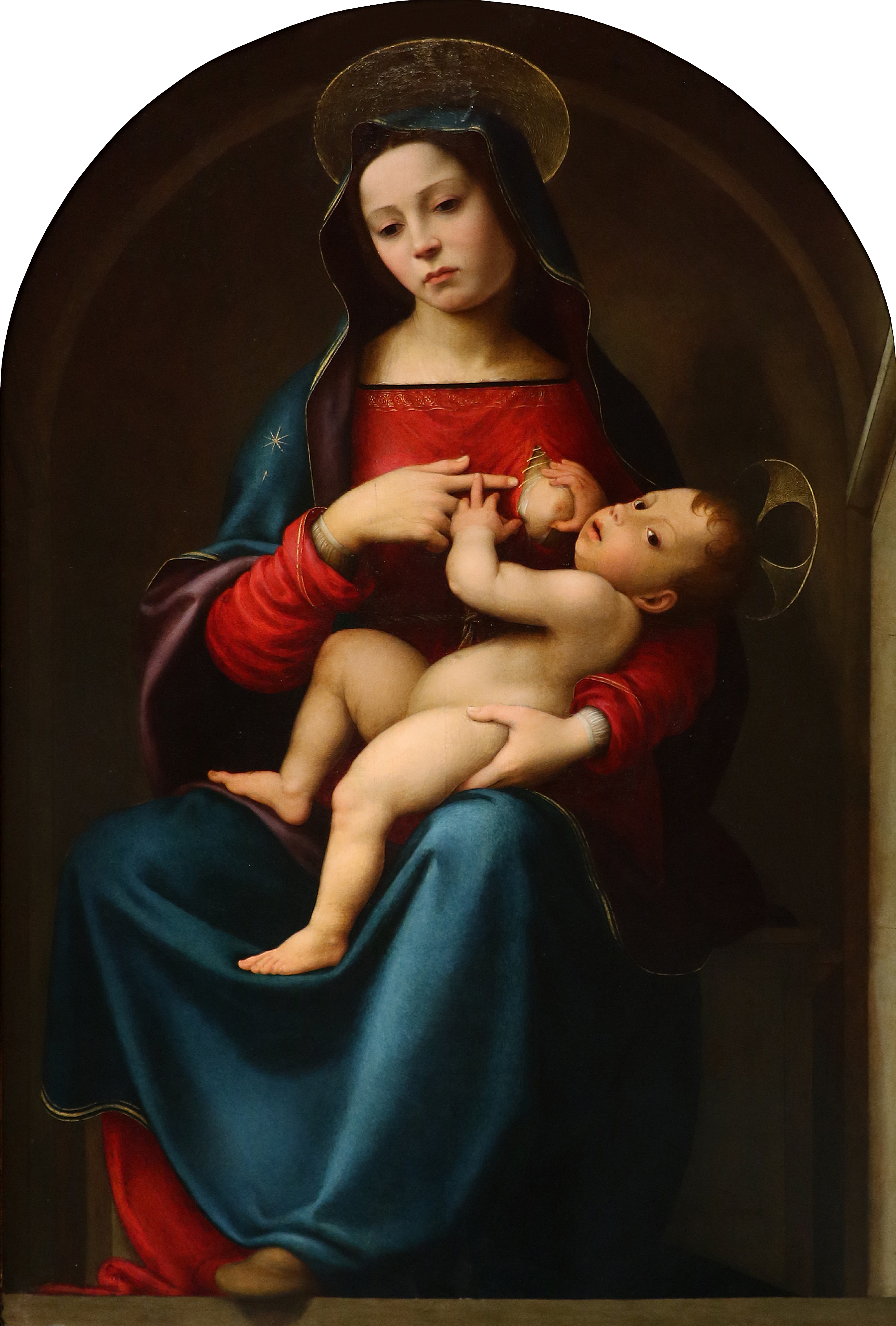
Giuliano Bugiardini, Madonna del Latte, Firenze, Galleria degli Uffizi, ca. 1518
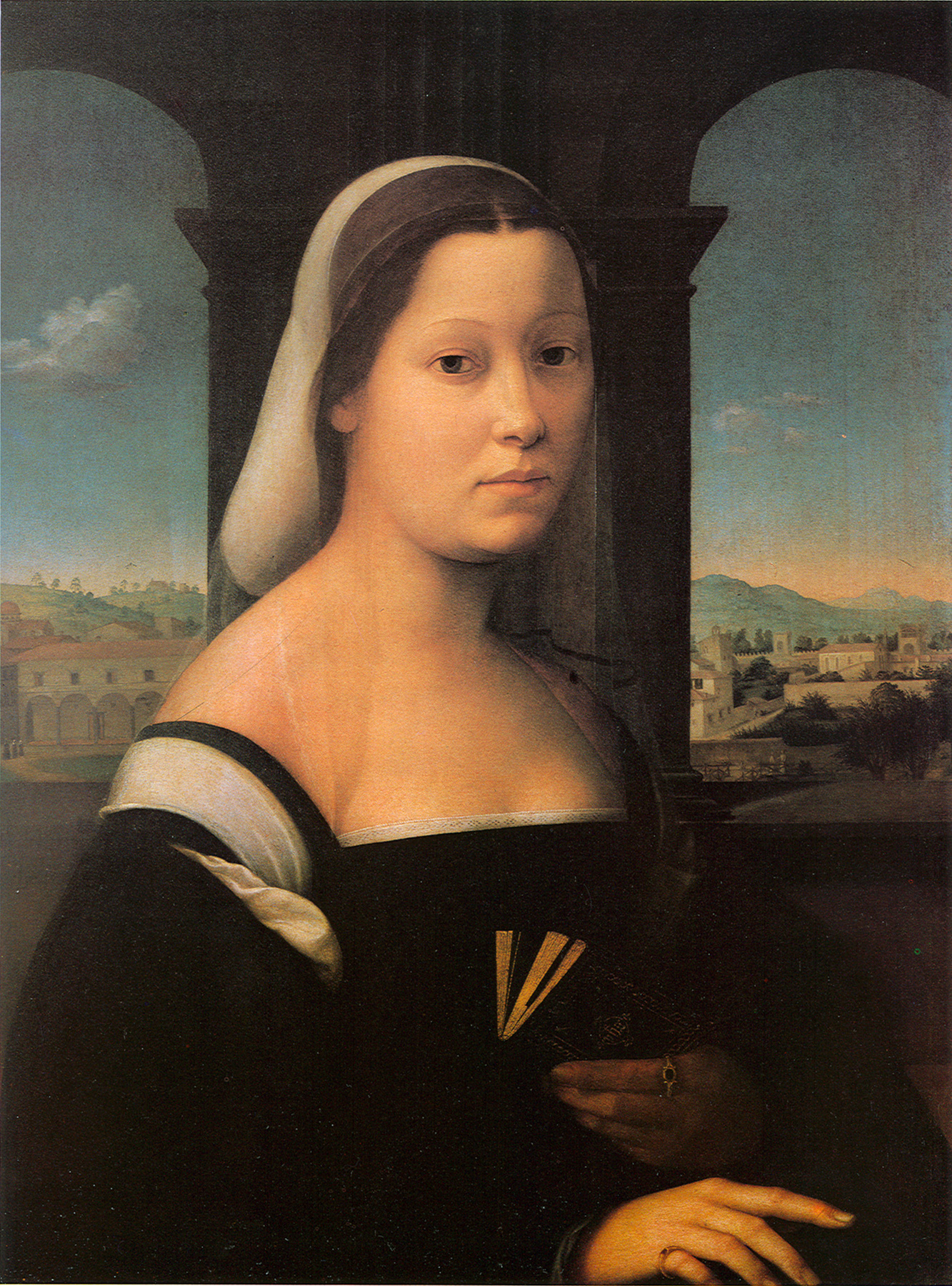
Ritratto muliebre detto la Monaca, Uffizi
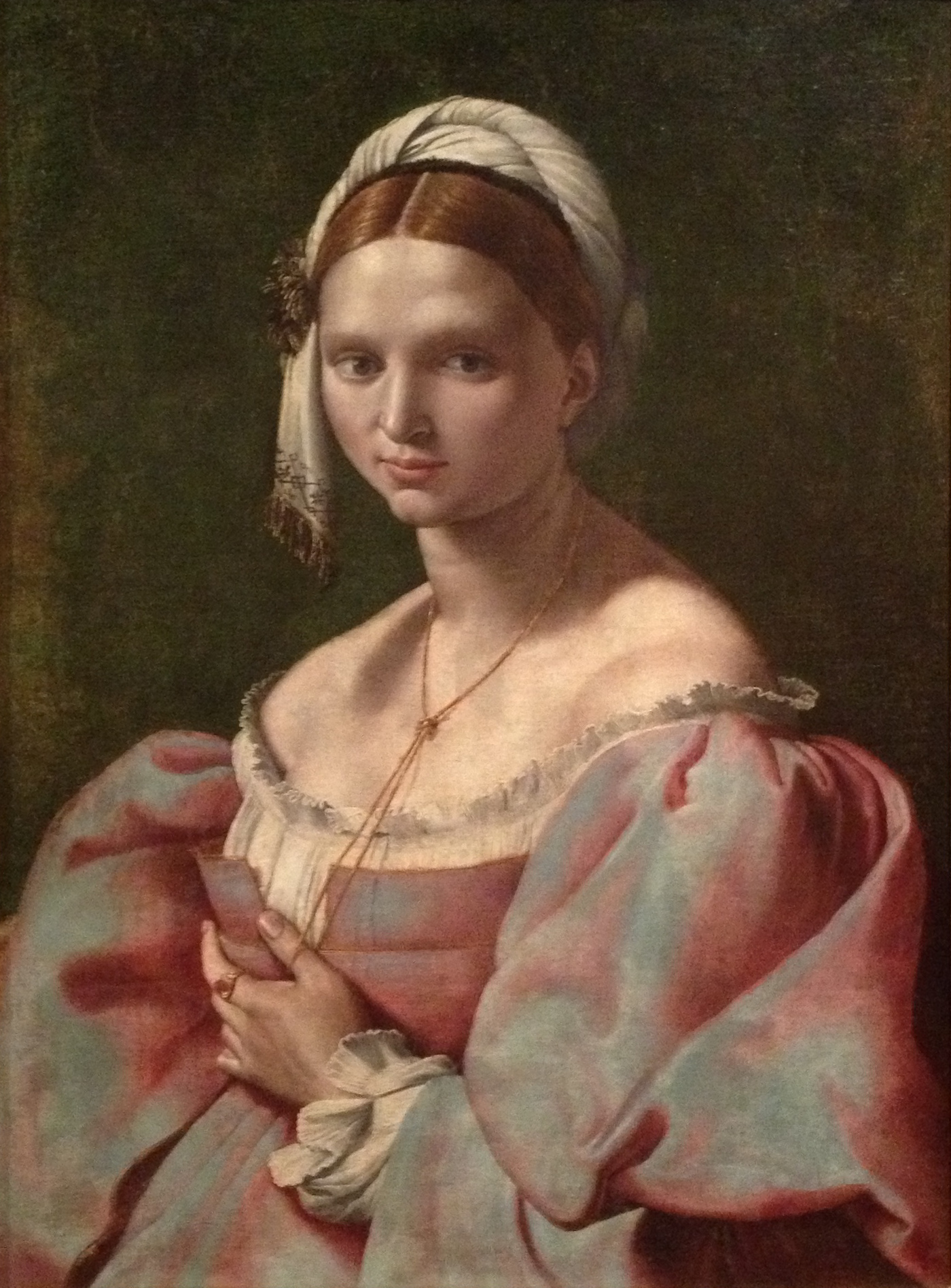
Ritratto di giovane donna, Museo Calouste Gubelkian